# Margarita Henry
Margarita Henry (Fecha y lugar de nacimientos desconocidos) fue una fotógrafa mexicana activa hacia 1870.

## Biografía
En la época en la que Henry desarrolló su trabajo fue el primer gran boom de la fotografía tanto como un negocio como de la indagación del nuevo invento como una forma artística. A nivel comercial, se multiplicaron los negocios en México que ofrecían el servicio de las tarjetas de visita, una pequeña fotografía pegada en un cartón con el fin de que la persona que las realizaba se presentase con un retrato de ella misma.
Se tiene registro que en la Escuela Nacional de Artes y Oficios para Señoritas —fundada por Benito Juárez en 1871—se impartieron clases de fotografía Ahí Margarita Henry tomó clases bajo la tutela del profesor José Siliceo, asimismo, se tiene la certeza de una exposición montada por Henry en 1872 y otra por Vicenta Suárez, también alumna de Siliceo, en 1873. 
De Henry se conservan algunos retratos resguardados por la Fototeca Lorenzo Becerril.